# Bill Scarlett
William P. „Bill“ Scarlett Jr. (* 6. März 1929 in Russellville (Arkansas); † 28. März 2011 in Knoxville (Tennessee)) war ein US-amerikanischer Jazz-Musiker (Saxophone, Klarinette und Hochschullehrer), der als einer der prägenden Gestalten der Jazzszene von Knoxville galt.

## Leben und Wirken
Bill Scarlett lebte mit seiner Familie von 1936 bis 1942 in Morrilton, wo er Geigenunterricht hatte. Mit zehn Jahren wechselte er zur Klarinette, nachdem er 1939 Benny Goodman gehört hatte. Bills Familie zog 1942 nach Salt Lake City, wo er begann Altsaxophon zu spielen und öffentlich in Mormonenkirchen aufzutreten. Anschließend lebte er in Corpus Christi (1943/44), wo er zum Tenorsaxophon wechselte und Unterricht bei Eddie Galvan hatte. Er zog dann 1945 nach Little Rock, Arkansas, wo er eine Bebop-Band mitbegründete. Ab 1951 besuchte er das Little Rock Junior College, anschließend studierte er ab 1953 an der Louisiana State University, wo er 1956 einen Master in Klarinette und Musiktheorie erwarb.
Ab 1957 war er Hochschullehrer an der University of Tennessee in Knoxville, wo er auch als Orchestermusiker des Knox Symphony Orchestra arbeitete und in verschiedenen Jazzbands spielte. 1959 begründete er eine Jazz-Bigband, aus der schließlich das Knoxville Jazz Orchestra (KJO) hervorging. Daneben spielte er u. a. in den Bands von Woody Herman, Jack Teagarden, Charlie Spivak, Larry und Les Elgart; außerdem trat er mit Ray Charles und Lou Rawls auf. Mit dem KJO konzertierte Scarlett u. a. auch auf europäischen Festivals wie Jazz à Vienne oder dem Montreux Jazz Festival. Das Orchester spielte auch mit Gastmusikern wie Jimmy Heath, James Moody, Marvin Stamm, Hank Jones oder Mulgrew Miller. 1994 veröffentlichte Scarlett das Album Jazz from the University of Tennessee; 2010 erschien Tenors and Satin: The Knoxville Jazz Sessions.
Scarlett war im Laufe seiner vierzigjährigen Hochschullaufbahn u. a. der Lehrer des Saxophonisten Bennie Wallace und des Bassisten Dennis Irwin, der Klarinetten-Unterricht bei ihm hatte. In den Jahren vor seinem Tod 2011 hatte er ein Trio, das ein von Donald Brown produziertes Album einspielte; Scarlett wirkte auch auf Donald Browns Album Blues Man from Memphis (2007) mit dem Knoxville Jazz Orchestra mit 2008 wurde er in die Arkansas Jazz Hall of Fame aufgenommen.